# Salvador Gurucharri
Salvador Gurucharri Ochoa (Barcelona, 1936 – Gerona, 13 de mayo de 2014) fue un activista político, librero y escritor anarquista.
Hijo de un sindicalista de la Confederación Nacional del Trabajo de origen navarro, tras la guerra civil española su padre se lo llevó al exilio, a Londres. En el Reino Unido y Francia fue miembro de organizaciones anarquistas como la Federación Ibérica de Juventudes Libertarias en el Exilio —de la que fue secretario general— o Defensa Interior, sin embargo sería detenido en 1963 en Francia. Volvió a España tras la muerte de Francisco Franco, en 1976. Fue autor de Bibliografía del anarquismo español 1869-1975, publicada en Barcelona por la Librería La Rosa de Foc.